# Kustodia raciborska

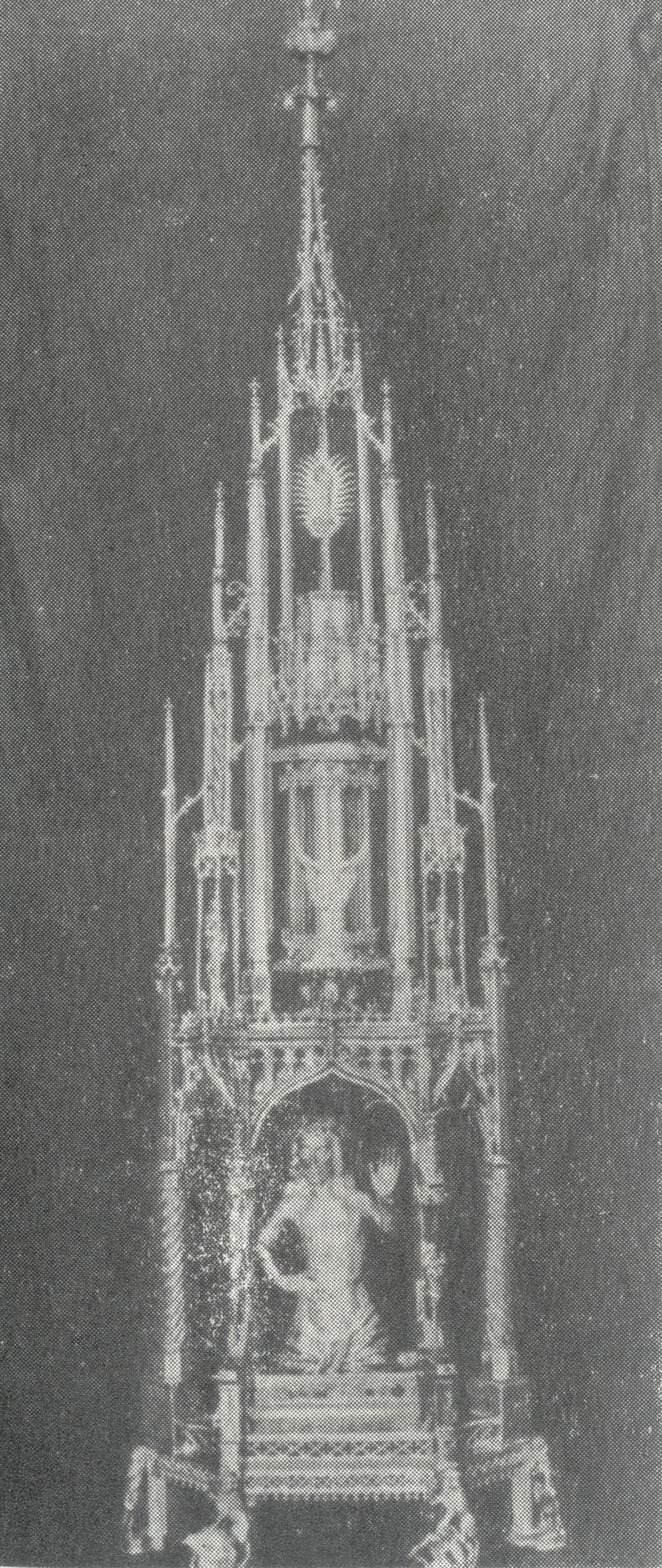
Kustodia raciborska

Kustodia raciborska – zaginiona monstrancja ufundowana w 1495.
Monstrancja została ufundowana w 1495 przez księżną Magdalenę, wdowę po księciu raciborskim Janie Młodszym. Współfundatorami byli bracia księżnej: Jan Dobry i Mikołaj II. Przeznaczona była dla kolegiaty pw. Wniebowzięcia Najświętszej Marii Panny.
Zabytek (wysokość 127 cm, szerokość 36,5 cm) był wykonany ze złoconego srebra, niektóre elementy były odlewane. Miał postać sześciobocznej, trójkondygnacyjnej wieży wspartej na nóżkach z figurami lwów. W dolnej części znajdowała się figurka Chrystusa jako Męża Boleści, a ponad nią melchizedek. W górnej części była przedstawiona Matka Boża na półksiężycu trzymająca w ręce kielich. Program ideowy kustodii był antyhusycki. Figurka Męża Boleści podkreślała rzeczywistą obecność Chrystusa w Najświętszym Sakramencie.
Nie jest znany autor i miejsce wykonania zabytku. Kustodia zaginęła w 1945. Pojawiły się informacje sugerujące, że jest przechowywana w Ermitażu.